# Seufzen
Das Seufzen ist eine nonverbale bzw. parasprachliche Lautäußerung, die unangenehme Gemütsregungen wie Kummer, Schmerz, Enttäuschung, Wehmut, Sehnsucht oder Resignation zum Ausdruck bringt. Verwandte Unmutsäußerungen sind das Ächzen (vor allem bei schwerer körperlicher, aber auch bei psychischer Belastung) sowie das Stöhnen (das allerdings auch Ausdruck lustvoller Erregung sein kann).

## Seufzen
Seufzen gilt landläufig als Merkmal eines geheimen Kummers, einer stillen Betrübnis. Bei Otfried von Weißenburg, Notker und anderen oberdeutschen Autoren finden sich die Formen suften, süften, supfen, im Niederdeutschen suften und zuften, und mit einem anderen Endlaut des Stammwortes suchten, zuchten, niederländisch zuchten, schwedisch sucka, bei Wulfila svogjan. Die Endsilben zen, ten, jan, und die Verdoppelung des Gaumenlautes im schwedischen sucka bezeichnen ein Intensivum, dessen Stammwort im angelsächsischen seofian, sican, englischen to sigh sowie in samisch sagam erhalten ist. Diese sind unmittelbare Nachahmungen des mit dem Seufzen verbundenen Lautes, der am Ende des Wortes bald mit dem f, bald mit dem ch oder g ausgedrückt wird. Aus der letzten Form geht hervor, dass auch Seuche, siech, siechen und Sucht Figuren aus dem alten suchen, siechen bzw. seufzen sind. Bei Otfrieds findet sich quimon für seufzen (lat. gemere), das im niedersächsischen quimen „siechen“ bedeutete.
Ein Seufzer wird häufig in oder nach belastenden Situationen ausgestoßen und hat befreiende und/oder erleichternde Wirkung. In der Literatur wird der Begriff mit dem gesprochenen Wort verbunden (etwa: „Das Leben ist schwer!“, seufzte/stöhnte/ächzte er). In diesem Fall ist der gesprochene Satz mit einem verstärkten Ausatmen verbunden, das zudem dem gesprochenen Satz voran- und/oder nachgeht. Außerdem senkt sich die Tonlage der Satzmelodie. Die Ausdrucksform ist, insbesondere wenn sie unbewusst ausgestoßen wird, eine Form der nonverbalen Kommunikation, wird sie jedoch bewusst eingesetzt, ist sie eine Interjektion.

## Stöhnen
Stöhnen ist eine vernehmbare Äußerung eines anhaltenden mit Seufzen verbundenen Atmens, einerseits als Zeichen großer Mattigkeit, seelischer Belastung, körperliche Anstrengung wie auch eines heftigen Schmerzes, andererseits als Zeichen von Wohlbehagen, Lust und sexueller Erregung.
Varianten des Begriffs finden sich im Niederdeutschen und anderen Mundarten als stehnen, im Schwedischen in dem davon gebildeten Intensiv stanka, isländisch stianka, im Griechischen στενειν, στενάζειν, woraus sich die griechische Form άσθενειν, krank sein, ableitet, im Böhmischen stonati, wo auch Stonani die Krankheit ist. Es ist eine unmittelbare Onomatopöie des stöhnenden Lautes, und mit tönen verwandt. Statt dieses Wortes gebrauchte man im Niedersächsischen auch kümen, Ottfried kumen (siehe Kaum und Kummer) ebenso klöhnen, schwedisch klanka (siehe: Klingen, Klang) und anken.

## Ächzen
Ächzen ist ein aus der Interjektion Ach! gebildetes Verb zur lautmalerischen Artikulierung eines Schmerzes. 
Zugleich ist es das Intensivum des veralteten deutschen achen, das auch im Altfränkischen und Alemannischen agan und ahan auftritt, wie im Französischen ahanner, Britannischen ochain, Griechischen αχειν und αχθειν, Englischen to ake und Slawonischen ochati. Schon die Griechen hatten das Intensivum οχθιζειν. Niedersächsische Mundarten drückten Ächzen auch durch anken und janken aus.

## „seufz“, „stöhn“, „ächz“
Inflektive Formen wie seufz, ächz etc. verdanken ihre weite Verbreitung Erika Fuchs, der deutschen Übersetzerin von Disney-Comics wie Micky Maus in den ersten Jahrzehnten der Nachkriegszeit. Aus der Comicsprache gingen sie nicht nur in die Chat-Sprache über (hier typographisch oft mit Asterisken markiert, also *seufz* etc.), sondern auch als die gesprochene Umgangssprache, wo sie als Interjektionen fungieren.